# إيمان أكرم البياتي
إيمان أكرم البياتي كاتبة قصصية عراقية، عضو الاتحاد العام للأدباء والكتاب العراقيين، تخرجت من كلية الهندسة عام 2004، لها مجموعة قصص مطبوعة منها (سمراء بغداد، الحلم الهولندي، الساحر)، كذلك تكتب إيمان العديد من القصص القصيرة والمقال والنقد الفني، تقيم إيمان حالياً في أستراليا.

## حياتها
ولدت في عام 1982 في مدينة جلولاء في محافظة ديالى وتقيم حالياً في مدينة ملبورن الاسترالية، بدأت الكتابة في المرحلة الاعدادية بعد أن كانت مع والدها المولع بحب القراءة، حيث كان الداعم الأول لها من مسيرتها الادبية بعد ايمانه بأمتلاكها الخيال الواسع وأمكانية الكتابة والسرد، عشقها للغة العربية كان المنعطف الأول في حياتها لتتمكن فيما بعد من أن تكتب قصص قصيرة وتستمر في الكتابة والنجاح ثم التميز، من دون أن يؤثر ذلك على مسيرتها العلمية حتى نالت شهادة البكالوريوس في الهندسة الالكترونية.
برغم اغترابها عن أرض الوطن منذ عام 2013، الا انها ما تزال تبدع  في أكثر من مجال أدبي وأعلامي، طامحة لتقديم الأفضل لتكتب في مجلتي (النجوم) و (مغتربون) في كل من سيدني وملبورن الاستراليتين فضلاً على تقاريرها الصحافية التي تنشرها مجلة ستالايت  العراقية.

### حياتها الأسرية
تزوجت من الدكتور حسين العباسي الذي دعمها في أعمالها الأدبية والقصصية، ورزقت إيمان بمولودتها الأولى وأسمتها «تيمــــا».

## منشورات
- صدر لها بالتعاون مع مجموعة من المؤلفين الشباب العرب كتاب (نصوص عربية) عن دار شمس المصرية للنشر والإعلام مطلع عام 2010، ضم الكتاب 3 قصص قصيرة لها (سمراء بغداد، الحلم الهولندي، الساحر).[4]
- تم اختيار قصتها القصيرة (رجال أرض تحترق) من قبل مركز التكعيبة للتنمية الفنية والأدبية/مصر لتنضم في كتاب واحد (أسوديم)مع مجموعة قصص أخرى لمؤلفين واعدين من مختلف الدول العربية، صدر الكتاب عن دار أكتب للنشر والتوزيع/القاهرة.[5]
- صدرت لها مجموعة قصصية(سمراء بغداد)عن دار فضاءات للنشر والتوزيع عمان- الأردن عام 2010.[6]
- صدرت لها مجموعة قصصية (حفل تأبيني لذاكرة ما)عن الدار العربية للعلوم ناشرون بيروت- لبنان عام 2012.[7][8]

## إنجازات وجوائز
- فازت بالمركز الأول في مسابقة جامعة قطر للقصة القصيرة –الدورة الثانية 2010 عن قصتها (الملاك الحزين).
- فازت بالمركز الثالث في مسابقة جامعة قطر للقصة القصيرة- الدورة الثالثة 2011 عن قصتها (غصن إلياسمين).
- فازت بالمركز الأول في مسابقة شبكة عراقي عن التحقيق الصحفي( شموع الخضر) 2011 .
- فازت بالمركز الثاني في مسابقة شهرزاد للقصة القصيرة عام 2011 الدورة الأولى التي نظمتها منظمة كتاب بلا حدود الشرق الأوسط بالتعاون مع مجلة المرأة في كركوك/العراق.
- فازت بالمركز الأول في مسابقة القصة القصيرة التي أقامتها شبكة أنباء العراق عن قصتها (سيمفونية الوجع الأخير) في 2 تموز 2011.[9]
- فازت بالمركز الثالث في ملتقى القصة القصيرة القطري الأول في صلاح الدين/ العراق في 25 تموز 2011.[10]
- شهادة تقديرية من لجنة المرأة-وزارة الثقافة العراقية من قبل السيد وكيل وزير الثقافة العراقي فوزي الاتروشي آب 2011.
- الفائزة بالمركز الثاني في مسابقة التعايش وبناء السلام للمقال الصحفي الذي نظمه برنامج مد الجسور الثقافية للمصالحة في العراق (CBRI) آب 2012.
- الفائزة بالمركز الثاني (مكرر) في مسابقة محمود درويش الأدبية التي أقامها صالون شريف العجوز الأدبي/مصر آب 2012
- الفائزة بالمركز الأول – مناصفة مسابقة نازك الملائكة الدورة الخامسة/وزارة الثقافة العراقية/العلاقات الثقافية العامة وسيقام الاحتفال في 11 ديسمبر 2012.[11]
- قلادة التميز في مسابقة فرج ياسين للقصة القصيرة /الدورة الأولى 2013 محافظة صلاح الدين/العراق
- الفائزة بالمركز الثاني في مسابقة شبكة أنباء العراق/ الدورة الرابعة/ 2013.[12]
- شهادة تقديرية من مسابقة علي غوار الشعرية الأولى 2013
- قلادة العنقاء للمرأة المميزة 2015.
- شهادة تقديرية لكتابها : سمراء بغداد من جائزة العنقاء الدولية لأفضل كتاب 2015.
- تكريم بدرع العنقاء وشهادة تقديرية في حفل أقيم في ملبورن، أستراليا 2015
- الفائزة بالمركز الثاني مكرر/ مسابقة القلم الحر في مصر عن قصتها (ولادة وطن) 2015.
- تكريم من مؤسسة الحوار الإنساني في ملبورن، أستراليا 2016.